# ام الظهي (حرض)

تعديل مصدري - تعديل

ام الظهي هي إحدى قرى عزلة الفج بمديرية حرض التابعة لمحافظة حجة، بلغ تعداد سكانها 133 نسمة حسب تعداد اليمن لعام 2004.